# Les Jeunes Républicains
Les Jeunes Républicains (deutsch Die jungen Republikaner) ist die Jugendorganisation der französischen Partei Les Républicains. Bis 2015 hieß die Organisation Jeunes Populaires.

## Geschichte
Die Jeunes Populaires wurden im Jahre 2003 gemeinsam von Alain Juppé, dem Gründungspräsidenten der UMP und Marie Guévenoux als Jugendorganisation der neu gegründeten Union pour un mouvement populaire (UMP) gegründet. Sie lösten die Jugendorganisation der Vorgängerpartei RPR, Les Jeunes du RPR, ab. Nachdem Alain Juppé im Sommer dieses Jahres auf den Vorsitz verzichtete, wurde Marie Guévenoux als Vorsitzende angelobt. Kurz darauf schuf Guévenoux eine neue Geschäftsordnung. Diese Statutenänderung erlaubte den Mitgliedern Vollmitglieder der YEPP (Jugendorganisation der EVP) zu werden. Vor dieser „kleinen Revolution“ standen sich diese beiden Organisationen lediglich freundschaftlich gegenüber. Die übrigen Mitglieder der YEPP zweifelten an der demokratischen Verfasstheit der Jeunes Populaires, die unter enger Kontrolle der UMP standen. Im Jahr 2005 legte Marie Guévenoux ihr Mandat als Vorsitzende nieder. Sie bekam Positionen in einem Ministerstab angeboten.
Die nun führungslose JPoP brauchte einen neuen Vorsitzenden. Um dieses Amt bewarb sich Fabien de Sans Nicolas, der von führenden französischen Politikern der UMP, wie z. B. Nicolas Sarkozy oder Brice Hortefeux unterstützt wurde. Dieser wurde schließlich einstimmig gewählt.
Im August 2006 wurde der nun 29-jährige de Sans Nicolas mit 89 % der Stimmen für zwei Jahre wiedergewählt. Eine erneute Wiederwahl war ausgeschlossen, da er 2008 die Altersgrenze von 29 der Jeunes Populaires überschritt. Sein Nachfolger wurde für vier Jahre Benjamin Lancar, der zunächst 2008 mit 75 Prozent gewählt und 2010 mit 78 Prozent gegen zahlreiche Gegenkandidaten wiedergewählt wurde. Dabei war insbesondere seine Wiederwahl 2010 umstritten und von Manipulationsvorwürfen gegen Lancar und seine Anhänger überschattet.
Die eigentlich im Juli 2012 anstehende Neuwahl der Führung wurde zunächst auf nach die Neuwahl der Führung der UMP im November 2012 verschoben. Nachdem deren Ergebnis heftige Kontroversen hervorgebracht hatte, und die Führung der UMP nochmals 2013 neu gewählt werden sollte, wurde die Wahl auf unbestimmte Zeit verschoben, um eine Fortsetzung des Streits zwischen den Anhängern von Jean-François Copé und François Fillon im Zuge des innerverbandlichen Wahlkampfes zu vermeiden. Benjamin Lancar trat allerdings zum 31. Dezember 2013 von der Präsidentschaft zurück, nachdem er an der ENA zugelassen worden war. Der Verband setzte daraufhin eine kollektive Führung aus 22 Personen ein, von denen je 11 aus dem Lager von Copé und von Fillon stammten.
Ende 2014, nachdem Nicolas Sarkozy zum Parteipräsidenten der UMP gewählt worden war, wurde Stéphane Tiki zum Präsidenten der Jeunes Populaires bestimmt. Im Februar 2015 ließ Tiki die Präsidentschaft ruhen, nachdem bekannt geworden war, dass er als Staatsbürger von Kamerun über keinen Aufenthaltstitel für Frankreich verfügte. Die Führung des Verbandes übernahm vorübergehend Mathieu Darnaud, der für Jugendarbeit zuständige Sekretär der UMP, formal blieb aber Tiki im Amt. Nach Medienberichten wollte Sarkozy Tikis Rückkehr in die Führung der Jeunes populaires ermöglichen, sobald sein Aufenthaltsstatus geklärt wäre.
Im Zuge der Umbenennung der UMP in Les Républicains änderte sich auch der Name der Jeunes Populaires zu Les Jeunes Républicains. Für September 2015 wurde eine Neuwahl der Präsidentschaft angesetzt, bei der Marine Brenier einzige Kandidatin war. Sie wurde in einer Urwahl mit knapp 70 Prozent der Stimmen, allerdings bei einer Wahlbeteiligung von nur knapp 23 Prozent, gewählt.

### Vorsitzende
- 2003–2005: Marie Guévenoux
- 2005–2008: Fabien de Sans Nicolas
- 2008–2012: Benjamin Lancar
- 2013–2014: kollektive Führung
- 2014–2015: Stéphane Tiki
- 2015–2017: Marine Brenier
- 2018: kollektive Führung
- seit 2018: Aurane Reihanian

## Organisation
Mitglied der Jeunes Républicains sind alle Mitglieder der LR bis zur Vollendung ihres 29. Lebensjahres. Die Vereinigung wählt alle zwei Jahre einen neuen Vorsitzenden. Aktuell hat die JPoP 27.000 Mitglieder, was 8 % der Mitglieder der UMP entspricht.
Der Kern der Organisation beruht auf einer dezentralisierten Führung. Die regionalen Mandatsträger werden von den ansässigen Mitgliedern gewählt. Die Vereinigung schreibt offiziell keine zwingende Gefolgschaft ihrer Mutterpartei gegenüber vor. Dennoch ist diese „wünschenswert“.